# Гоферова лягушка
Гоферова лягушка (лат. Lithobates areolatus) — вид настоящих лягушек среднего размера, обитающих в прериях и на лугах центральной части США.  Свое название этот вид получил потому, что большую часть года обитает в норах, однако не гоферов, а пресноводных раков. Их определительный признак  —  круглые тёмные пятна по всему телу.

## Описание
Гоферова лягушка вырастает от 5,6 до 7,6 см в длину. Окраска спины варьирует от жёлтой до коричневой, брюшко  белое. На спине имеются многочисленные тёмно-коричневые пятна, окружённые светлыми кольцами. У них отчётливая кожная складка по обеим сторонам спины, которая у самцов выражена гораздо сильнее, чем у самок, и относительно небольшая барабанная перепонка.

## Поведение
Гоферовы лягушки встречаются в основном в прериях или лугах, хотя они также могут обитать на пастбищах и залежах (зарастающих полях). Большую часть года они проводят в норах наземных раков. Этот вид проводит значительное количество времени активно и над землей даже в жаркие летние дни, но они никогда не отходят далеко от своей норы, которая служит важным убежищем от хищников, жизненно важным источником воды, спасением от пожаров на пастбищах и средством спасения от зимних минусовых температур. Гоферовы лягушки ловят насекомых и других мелких беспозвоночных, которые попадаются им рядом с их норой.
Гоферова лягушка на большей части своего ареала размножается в середине марта после мягкой дождливой погоды (размножение происходит намного раньше в южной части её распространения). В это время самцы ищут временные водоёмы и заболоченные места, в которых нет рыбы, и начинают квакать, привлекая самок. Низкочастотное кваканье (зов гоферовых лягушек) может разноситься на милю, привлекая самок со всех окрестностей. После прихода самок происходит амплексус, и самки откладывают до 7000 икринок за раз большими шаровидными массами. Из икринок вылупляются головастики примерно через 12 дней, а они завершают превращение в лягушек в течение трёх или четырёх месяцев. Прошедшие метаморфоз молодые лягушки должны быстро найти нору раков, чтобы занять её, чтобы избежать поедания хищниками. Гоферовы лягушки становятся половозрелыми в возрасте двух-трёх лет и могут жить до семи и более лет в дикой природе.

## Распространение
Гоферова лягушка обитает в бывших прериях от Индианы на западе до Канзаса, на юге до Техаса и на востоке до Миссисипи, хотя считается, что во многих регионах она истреблена на местном уровне, а оставшиеся популяции часто локализованы и изолированы.
В 2016 году в округе Самтер, штат Алабама, было зарегистрировано значительное население.
Новый рекорд округа был добавлен в 2017 году в округе Перри, штат Арканзас, в горах Уошито.

## Подвиды
Известны два подвида гоферовой лягушки (L. areolata):
- Южная гоферова лягушка, L. a. areolatus (Baird & Girard, 1852)
- Северная гоферова лягушка, L. a. circulosus (Davis & Rice, 1883)

## Охранный статус
Гоферова лягушка занесена в Красный список исчезающих видов МСОП как находящаяся под угрозой исчезновения и занесена в список исчезающих видов в Айове (где она, вероятно, была истреблена) и Индиане. Утрата среды обитания является самой большой угрозой для этого вида, хотя болезни (хитридиомикоз) и конкурентное давление со стороны других бесхвостых также были определены как потенциальные стрессы.